# Repubblica Socialista Sovietica Autonoma Tatara
La Repubblica Socialista Sovietica Autonoma Tatara (in russo Татарская Автономная Советская Социалистическая Республика, ТАССР?, Tatarskaja Avtonomnaja Sovetskaja Socialističeskaja Respublika, TASSR; in tataro: Татарстан Автономияле Совет Социалистик Республикасы, Tatarstan Avtonomiyale Sovet Sotsialistik Respublikası) o RSSA Tatara, era una delle Repubbliche autonome dell'Unione Sovietica facente parte della RSFS Russa. 
Fu creata il 27 maggio 1920 e soppressa nell'agosto 1990 con la nascita della Repubblica del Tatarstan.